# Булева множина
Булева множина — в математиці, множина з двома елементами, що інтерпретуються як «істина» та «хиба». Зазвичай позначається як {0,1} чи {\displaystyle \left\{\bot ,\top \right\}}.
Найпоширенішою алгебраїчною структурою на булевій множині є булева алгебра з двома елементами.
В інформатиці, змінна булевого типу — це змінна, що приймає значення з булевої множини.

## Узагальнення
Булеву множину можна замінити одиничним інтервалом [0, 1], та замінити заперечення функцією {\displaystyle 1-x,} кон'юнкцію — множенням, а диз'юнкцію через правила де Моргана.
Інтерпретуючи ці значення як логічні значення, отримаємо багатозначну логіку, яка є основою для нечіткої логіки та ймовірнісної логіки.